# Gonospira cylindrella
Gonospira cylindrella é uma espécie de gastrópode  da família Streptaxidae.
É endémica de Reunião.